# Thunder (canção de Imagine Dragons)
"Thunder" é uma canção da banda estadunidense Imagine Dragons, gravada para o seu terceiro álbum de estúdio Evolve. Foi composta pelos integrantes Ben McKee, Daniel Platzman, Dan Reynolds, Wayne Sermon com o auxílio de Jayson DeZuzio e Alexander Grant sendo produzida pelos dois últimos. A faixa foi lançada em 27 de abril de 2017, através da Interscope, servindo como segundo single do disco.

## Desempenho nas tabelas musicais

### Posições
| Tabela musical (2017)                                  | Melhor posição |
| ------------------------------------------------------ | -------------- |
| Alemanha (Media Control Charts)                        | 2              |
| Austrália (ARIA Charts)                                | 2              |
| Áustria (Ö3 Austria Top 40)                            | 2              |
| Canadá (Canadian Hot 100)                              | 6              |
| Coreia do Sul (Gaon Music Chart)                       | 74             |
| Escócia (The Official Charts Company)                  | 31             |
| Eslováquia (IFPI Slovenská Republika)                  | 2              |
| Estados Unidos (Billboard Hot 100)                     | 4              |
| Estados Unidos (Adult Pop Songs)                       | 2              |
| Estados Unidos (Hot Rock Songs)                        | 1              |
| Estados Unidos (Rock Airplay)                          | 1              |
| Finlândia (IFPI Finlândia)                             | 17             |
| França (Syndicat National de l'Édition Phonographique) | 26             |
| Hungria (Magyar Hanglemezkiadók Szövetsége)            | 4              |
| Irlanda (Irish Recorded Music Association)             | 18             |
| Itália (Federazione Industria Musicale Italiana)       | 5              |
| México (Mexico Inglés Airplay)                         | 3              |
| Noruega (VG-lista)                                     | 12             |
| Nova Zelândia (NZ Top 40 Singles)                      | 3              |
| Reino Unido (UK Singles Chart)                         | 20             |
| Chéquia (IFPI Česká Republika)                         | 2              |
| Suécia (Sverigetopplistan)                             | 10             |
| Suíça (Schweizer Hitparade)                            | 2              |
| União Europeia (Euro Digital Songs)                    | 8              |

 
|